# Premis Oscar de 1965
Els Premis Oscar de 1965 (en anglès: 38th Academy Awards) foren presentats el 18 d'abril de 1966 en una cerimònia realitzada al Santa Monica Civic Auditorium de Los Angeles.
La cerimònia fou presentada per l'actor i comediant Bob Hope.

## Curiositats
Dues pel·lícules empataren en nombre de nominacions, Somriures i llàgrimes de Robert Wise i Doctor Jivago de David Lean amb deu nominacions i amb cinc premis cadascuna. La primera, però, fou la gran guanyadora de la nit al guanyar els premis de millor pel·lícula, director mentre la segona s'endugué el guardó de millor guió adaptat com a més destacat.
Somriures i llàgrimes fou la primera pel·lícula des de la victòria de Hamlet de Laurence Olivier el 1948 en aconseguir el premi a millor pel·lícula sense tenir nominació pel seu guió, i fou l'última en aconseguir aquest fet fins a la victòria de Titanic de James Cameron el 1997.
Dues pel·lícules que l'any anterior havien estat nominades en la categoria de millor pel·lícula de parla no anglesa, la francesa Les Parapluies de Cherbourg de Jacques Demy i la japonesa Suna no Onna d'Hiroshi Teshigahara aconseguiren noves nominacions. En canvi, la italiana Matrimonio all'italiana de Vittorio de Sica, que l'any anterior havia aconseguit una nominació per Sophia Loren com a millor actriu aquesta edició fou nominada a millor pel·lícula de parla no anglesa.
Amb la seva victòria en al categoria de millor actriu secundària Shelley Winters es convertí en la primera actriu que repetí premi en aquesta categoria. En aquesta edició Bob Hope rebé el seu quart guardó honorífic dels Oscars, convertint-se en la persona que té més premis honorífics.

## Premis
| Millor pel·lícula | Millor director |
| --- | --- |
| - Somriures i llàgrimes (Robert Wise per 20th Century Fox) - Darling (Joseph Janni per Embassy Pictures) - Doctor Jivago (Carlo Ponti per MGM) - Milers de pallassos (Fred Coe per United Artists) - El vaixell dels bojos (Stanley Kramer per Columbia Pictures) | - Robert Wise per Somriures i llàgrimes - David Lean per Doctor Jivago - John Schlesinger per Darling - William Wyler per El col·leccionista - Hiroshi Teshigahara per Suna no Onna |
| Millor actor | Millor actriu |
| - Lee Marvin per Cat Ballou - Richard Burton per The Spy Who Came in from the Cold - Laurence Olivier per Othello - Rod Steiger per The Pawnbroker - Oskar Werner per El vaixell dels bojos | - Julie Christie per Darling - Julie Andrews per Somriures i llàgrimes - Samantha Eggar per El col·leccionista - Elizabeth Hartman per A Patch of Blue - Simone Signoret per El vaixell dels bojos |
| Millor actor secundari | Millor actriu secundària |
| - Martin Balsam per Milers de pallassos - Ian Bannen per El vol del fènix - Tom Courtenay per Doctor Jivago - Michael Dunn per El vaixell dels bojos - Frank Finlay per Othello | - Shelley Winters per A Patch of Blue - Ruth Gordon per La rebel - Joyce Redman per Othello - Maggie Smith per Othello - Peggy Wood per Somriures i llàgrimes |
| Millor guió original | Millor guió adaptat |
| - Frederic Raphael per Darling - Agenore Incrocci, Furio Scarpelli, Mario Monicelli, Tonino Guerra, Giorgio Salvioni i Suso Cecchi d'Amico per Casanova 70 - Jacques Demy per Les Parapluies de Cherbourg - Franklin Coen i Frank Davis per The Train - Jack Davies i Ken Annakin per Those Magnificent Men in Their Flying Machines                                                | - Robert Bolt per Doctor Jivago (sobre hist. de Borís Pasternak) - Herb Gardner per Milers de pallassos (sobre obra teatre de Herb Gardner) - Walter Newman i Frank Pierson per Cat Ballou (sobre hist. Roy Chanslor) - Stanley Mann i John Kohn per El col·leccionista (sobre hist. de John Fowles) - Abby Mann per El vaixell dels bojos (sobre hist. Katherine Anne Porter) |
| Millor pel·líucula de parla no anglesa | Millor cançó original |
| - Obchod na korze den Ján Kadár i Elmar Klos (Txecoslovàquia) - Kaidan de Masaki Kobayashi (Japó) - Käre John de Lars-Magnus Lindgren (Suècia) - Matrimonio all'italiana de Vittorio de Sica (Itàlia) - To Homa vaftike kokkino de Vasilis Georgiadis (Grècia) | - Johnny Mandel (música); Paul Francis Webster (lletra) per Castells a la sorra ("The Shadow of Your Smile") - Jerry Livingston (música); Mack David (lletra) per Cat Ballou ("The Ballad of Cat Ballou") - Burt Bacharach (música); Hal David (lletra) per Com va això, gateta? ("What's New Pussycat?") - Henry Mancini (música); Johnny Mercer (lletra) per La gran cursa ("The Sweetheart Tree") - Michel Legrand (música); Jacques Demy (lletra) per Les Parapluies de Cherbourg ("Je ne pourrai jamais vivre sans toi dans") |
| Millor banda sonora | Millor banda sonora - Adaptació |
| - Maurice Jarre per Doctor Jivago - Jerry Goldsmith per A Patch of Blue - Michel Legrand i Jacques Demy per Les Parapluies de Cherbourg - Alex North per El turment i l'èxtasi - Alfred Newman per The Greatest Story Ever Told | - Irwin Kostal per Somriures i llàgrimes - Michel Legrand per Les Parapluies de Cherbourg - Frank De Vol per Cat Ballou - Don Walker per Milers de pallassos - Lionel Newman i Alexander Courage per The Pleasure Seekers |
| Millor direcció artística - Blanc i negre | Millor direcció artística - Color |
| - Robert Clatworthy; Joseph Kish per El vaixell dels bojos - Robert Emmet Smith; Frank Tuttle per King Rat - George Davis i Urie McCleary; Henry Grace i Charles S. Thompson per A Patch of Blue - Hal Pereira i Jack Poplin; Robert R. Benton i Joseph Kish per The Slender Thread - Hal Pereira, Tambi Larsen i Ted Marshall; Josie MacAvin per The Spy Who Came in from the Cold | - John Box i Terence Marsh; Dario Simoni per Doctor Jivago - Richard Day, William Creber i David S. Hall; Ray Moyer, Fred M. MacLean i Norman Rockett per The Greatest Story Ever Told - Robert Clatworthy; George James Hopkins per La rebel - Boris Leven; Walter M. Scott i Ruby Levitt per Somriures i llàgrimes - John DeCuir i Jack Martin Smith; Dario Simoni per El turment i l'èxtasi |
| Millor fotografia - Blanc i negre | Millor fotografia - Color |
| - Ernest Laszlo per El vaixell dels bojos - Loyal Griggs per In Harm's Way - Burnett Guffey per King Rat - Conrad Hall per Morituri - Robert Burks nper A Patch of Blue | - Freddie Young per Doctor Jivago - Russell Harlan per La gran cursa - William C. Mellor i Loyal Griggs per The Greatest Story Ever Told - Ted D. McCord per Somriures i llàgrimes - Leon Shamroy per El turment i l'èxtasi |
| Millor vestuari - Blanc i negre | Millor vestuari - Color |
| - Julie Harris per Darling - Moss Mabry per Morituri - Howard Shoup per A Rage to Live - Jean Louis i Bill Thomas per El vaixell dels bojos - Edith Head per The Slender Thread | - Phyllis Dalton per Doctor Jivago - Marjorie Best i Vittorio Nino Novarese per The Greatest Story Ever Told - Edith Head i Bill Thomas per La rebel - Dorothy Jeakins per Somriures i llàgrimes - Vittorio Nino Novarese per El turment i l'èxtasi |
| Millor muntatge | Millor so |
| - William H. Reynolds per Somriures i llàgrimes - Charles Nelson per Cat Ballou - Norman Savage per Doctor Jivago - Ralph E. Winters per La gran cursa - Michael Luciano per El vol del fènix | - James Corcoran i Fred Hynes per Somriures i llàgrimes - George Groves per La gran cursa - A.W. Watkins i Franklin Milton per Doctor Jivago - Waldon O. Watson per Shenandoah - James Corcoran per El turment i l'èxtasi |
| Millors efectes especials | Millors efectes de so |
| - John Stears per Operació tro - J. McMillan Johnson per The Greatest Story Ever Told | - Treg Brown per La gran cursa - Walter Rossi per Von Ryan's Express |
| Millor documental | Millor curtmetratge documental |
| - The Eleanor Roosevelt Story de Sidney Glazier - The Battle of the Bulge... The Brave Rifles de Laurence E. Mascott - The Forth Road Bridge de Peter Mills - Let My People Go: The Story of Israel de Marshall Flaum - Mourir à Madrid de Frédéric Rossif | - To Be Alive! de Francis Thompson - Mural on Our Street de Kirk Smallman - Nyitany (Hungarofilm) - Point of View (National Tuberculosis Assoc.) - Yeats Country de Patrick Carey i Joe Mendoza |
| Millor curtmetratge | Millor curtmetratge d'animació |
| - Le poulet de Claude Berri - Fortress of Peace de Lothar Wolff - Skaterdater de Marshall Backlar i Noel Black - Snow d'Edgar Anstey - Time Piece de Jim Henson | - The Dot and the Line: A Romance in Lower Mathematics de Chuck Jones i Les Goldman - Clay or the Origin of Species d'Eli Noyes - La gazza ladra d'Emanuele Luzzati |

## Premi Honorífic
- Bob Hope - per l'únic i distingit servei a la nostra indústria i l'Acadèmia. [Medalla d'or]

## Premi Irving G. Thalberg
- William Wyler

## Premi Humanitari Jean Hersholt
- Edmond L. DePatie

## Presentadors
- Hank Simms: Locutor dels Premis
- Arthur Freed: benvinguda als membres de la cerimònia, Premi Irving G. Thalberg i Premi Honorífic a Bob Hope
- Patty Duke i George Hamilton: millor so
- Dorothy Malone: millors efectes especials
- Lila Kedrova: millor actor secundari
- Yvette Mimieux: millors efectes de so
- Lana Turner: millor vestuari
- Milton Berle i Phyllis Diller: millors documentals
- Don Knotts i Elke Sommer: millors curtmetratges
- Peter Ustinov: millor actriu secundària
- Jason Robards: millor muntatge
- Warren Beatty i Debbie Reynolds: millor direcció artístics
- Angie Dickinson: Premi Humanitari Jean Hersholt
- Richard Johnson i Kim Novak: millor fotografia
- James Coburn i Virna Lisi: millor música original i adaptació
- Gregory Peck: millor pel·lícula de parla no anglesa
- Natalie Wood: millor cançó
- Shirley MacLaine: millor director
- George Peppard i Joanne Woodward: millor guió original i millor guió adaptat
- Julie Andrews: millor actor
- Rex Harrison: millor actriu
- Jack Lemmon: millor pel·lícula

### Actuacions
- Johnny Green condueix l'orquestra i arranjador musical
- Cor de l'Acadèmia interpreta "The Academy Awards Song (Mr. Oscar)" a l'obrir la cerimònia
- The Smothers Brothers interpreten "The Ballad of Cat Ballou" de Cat Ballou
- Michel Legrand i Jane Morgan interpreten "Je ne pourrai jamais vivre sans toi dans/I Will Wait for You" de Les Parapluies de Cherbourg
- Barbara McNair interpreta "The shadow of Your Smile" de The Sandpiper
- Robert Goulet interpreta "The Sweetheart Tree" de La gran cursa
- Liza Minnelli interpreta "What's New Pussycat?" de Com va això, gateta?

## Múltiples nominacions i premis
| Les següents pel·lícules van rebre diverses nominacions: - 10 nominacions: Doctor Jivago i The Sound of Music - 8 nominacions: El vaixell dels bojos - 5 nominacions: Cat Ballou, Darling, La gran cursa, The Greatest Story Ever Told, Patch of Blue i El turment i l'èxtasi - 4 nominacions: Othello, Milers de pallassos i Les Parapluies de Cherbourg - 3 nominacions: El col·leccionista i La rebel - 2 nominacions: King Rat, Morituri, The Slender Thread, The Spy who Came in From the Cold i El vol del fènix | Les següents pel·lícules van rebre més d'un premi: - 5 premis: Doctor Jivago i The Sound of Music - 3 premis: Darling - 2 premis: El vaixell dels bojos |